# Taracena
Taracena est une localité d’Espagne de commune de Guadalajara, dans la province de Guadalajara, communauté autonome de Castille-La Manche. Elle se situe au nord-est de la capitale entre l'autoroute A-2 et l'autoroute R-2

## Géographie
Taracena se situe dans un glacis de La Alcarria au pied du Pico del Águila et dans le talweg du ruisseau de la Vega de Torija.

## Histoire
Les origines de Taracena remontent probablement à l'époque celtibère. Adolf Schulten a identifié ce site comme celui de Caraca. Dans les environs de la localité, des vestiges de l'époque romaine ont été retrouvés : un objet en plomb et un trésor de deniers.
Au Moyen Âge, Taracena fait partie de Comunidad de villa y tierra de Guadalajara. Dans le for de 1133, la localité intègre l'alfoz de Guadalajara.
Lors du recensement de Pecheros en 1528, aucun ecclésiastique ou noble n'est comptabilisé, mais 90 percheros, c'est-à-dire des unités familiales payant l'impôt.
Jusqu'en 1850, la ville compte 371 habitants selon le  Diccionario de Madoz. Les principales activités de la ville au XIXe siècle sont la culture de céréales et la production d'huile.

## Annexe

#### Ouvrages
- (es) Carlos Ier, Censo de Pecheros, t. 1 (www.ine.es/prodyser/pubweb/censo_pecheros/tomo1.pdf).
- (en) Christoph F. Konrad, Plutarch's Sertorius, UNC Press Books, 1994.
- (es) Pascual Madoz, Diccionario geográfico-estadístico-histórico de España y sus posesiones de Ultramar, Madrid, 1845-1850.
- (es) VV. AA, Guadalajara ciudad, Guadalajara, Patronato Municipal de Cultura, 2010.

#### Articles
- (es) J. M. Abascal, « Inscripciones inéditas y revisadas de la Hispania Citerior », Archivo Español de Arqueología, no 63,‎ 1990.
- (es) Octavio Gil Farrés, « Tesoro de denarios descubierto en la Muela de Taracena (Guadalajara) », Wad-al-Hayara, no 7,‎ 1980.